# كريستينا بيير
كريستينا بيير (بالألمانية: Christina Beier)‏ هي راقصة على الجليد ألمانية، ولدت في 9 يونيو 1984 في مانيلا في الفلبين.

## وصلات خارجية
- كريستينا بيير على موقع الاتحاد الدولي للتزلج (الإنجليزية)
- كريستينا بيير على موقع الاتحاد الدولي للتزلج (الإنجليزية)
- كريستينا بيير على موقع أوليمبيديا (الإنجليزية)